# Список королей Суссекса
Список включает в себя правителей англосаксонского королевства Суссекс (Сассекс), существовавшего на территории современной Англии в V—VIII веках, после чего его территория вошла в состав королевства Уэссекс. История королевства практически неизвестна, не сохранилось ни списков королей, ни королевских генеалогий, встречаются лишь отдельные упоминания некоторых правителей.

## История

Англосаксонские королевства в начале VII века

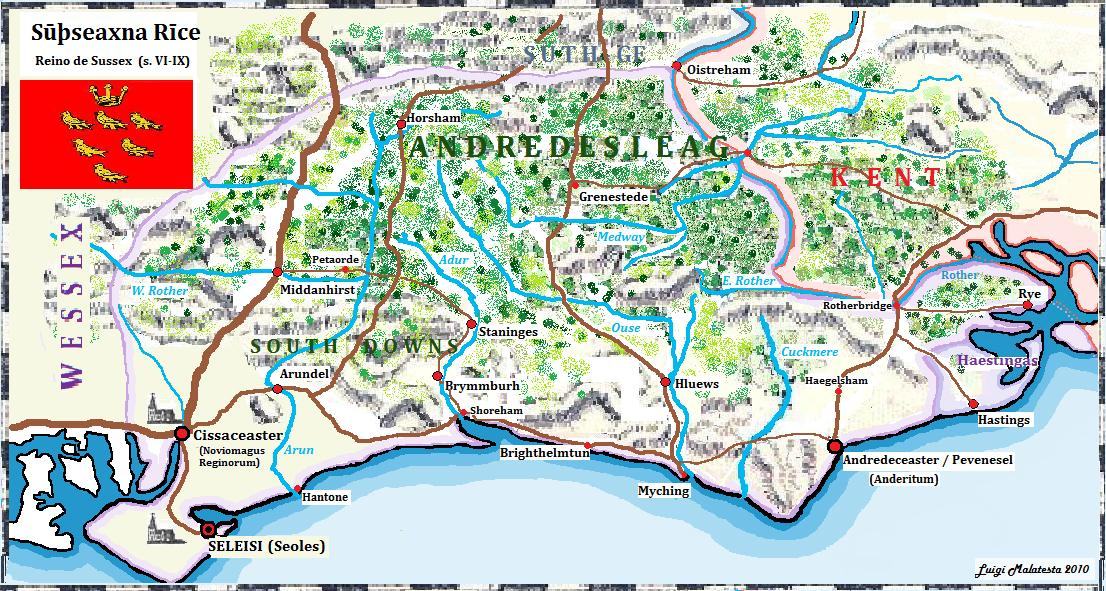
Карта королевства Суссекс

Согласно Беде Достопочтенному, королевство было основано саксами. Он же указывает, что основателем Суссекса был Элла. Суссекс в ранний период завоевания Британии доминировал в ней. Однако его история в VI—VIII веках практически неизвестна. Не сохранилось ни генеалогий королей, ни списков правителей. Встречаются лишь отдельные упоминания некоторых правителей, а также некоторые исторические события, когда Суссекс контактировал с другими англосаксонскими королевствами. Внутренняя история его неясна.
После относительно краткого периода независимости, королевство попеременно попадало в зависимость от королевств Мерсия и Уэссекс. С. Семпл отмечает, что Суссекс, вероятно, имел наибольшую степень децентрализованности среди всех англосаксонских королевств. В конце VII — начале VIII века в нём известно двое параллельно правивших королей (возможно, в Восточном и Западном Суссексе), а в 760-е годы в Суссексе было 3 или 4 короля. В начале 770х годов король Мерсии Оффа захватил Суссекс, подчинив его своей власти. Его правителей он сохранил на местах, но «понизил» их титул до герцогского. В составе Мерсии Суссекс оставался до 825 года, когда он вошёл в состав Уэссекса.

## Короли Суссекса
| Имя | Имя на древнеанглийском языке (в современной транскрипции) | Годы жизни                | Годы правления        | Титулование в хартиях                                    |
| --- | --- | ------------------------- | --------------------- | -------------------------------------------------------- |
| Элла | Ælle | умер около 514            | 477 — около 514       | нет данных                                               |
| Элла | Король Южных Саксов (Суссекса). По сообщению «Англосаксонской хроники», прибыл в Британию в 477 году с тремя сыновьями Кименом, Влесинкингом и Циссой, высадившись в месте под названием Кименесора (Берег Кимена), которое, возможно, располагалось в песчаных отмелях в Западном Суссексе недалеко от современного города Селси, которое в настоящее время утрачено из-за эррозии. Далее хроника сообщает о двух битвах против бриттов, в которых принимал участие Элла: в 485 и 491 годах. Год смерти Эллы в «Англосаксонской хронике» не упоминается; Роджер Вендоверский указывает, что тот умер в 514 году. Однако, по мнению современных исследователей, все даты «Англосаксонской хроники» являются искусственными и основаны на вычислениях, которые проделали её составители. Кроме того, в этих известиях, скорее всего, замешаны легендарные элементы. Однако, вероятно, в их основе лежат подлинные ранние традиции. Беда называет Эллу первым бретвальдой — одним из семи правителей, которые имели власть над всеми королевствами, располагавшимися к югу от реки Хамбер. Барбара Йорк полагает сомнительным, что Элла мог править в конце V века. Исследовательница отмечает, что вторым бретвальдой назван король Уэссекса Кевлин, чья деятельность, относящаяся к периоду 580-х — 590-х годов, вероятно, была связана с Эллой, поэтому, по её мнению, правление первого короля Суссекса следует отнести к более позднему периоду. |                           |                       |                                                          |
| Цисса | Cissa | VI век                    | около 514 — ?         | нет данных                                               |
| Цисса | Король Суссекса примерно с 514 года, третий сын Эллы. Впервые упоминается в «Англосаксонской хронике» в 477 году, когда он вместе с отцом и двумя старшими братьями прибыл в Британию. Также хроника упоминает, что в 491 году он вместе с отцом участвовал в захвате бритской крепости Андерит (на месте современного Певенси). Поскольку старшие братья Циссы здесь не упоминаются, возможно, именно он наследовал отцу. Однако С. Келли указывает, что нет убедительных доказательств того, что Элла стал основателем королевской династии. Наследником Эллы называет Циссу Роджер Вендоверский, записывая его смерть в 590 году. |                           |                       |                                                          |
| Сведения о королях до середины VII века отсутствуют. По сообщению Роджера Вендоверского, в 590 году Суссекс был подчинён Уэссексом. Однако в 607 году в Суссексе правил неизвестный по имени правитель, против которого, по сообщению «Англосаксонской хроники», сражался король Уэссекса Кеолвульф. | |                           |                       |                                                          |
| Этельвальк (Эдильвальк, Этельвольд, Этельвиль) | Aethelwalh | около 660 — около 685     | умер около 685        | нет данных                                               |
| Этельвальк (Эдильвальк, Этельвольд, Этельвиль) | Король Суссекса примерно с 660 года. Этельвальк упоминается у Роджера Вендоверского королём после Циссы, однако точное происхождение его неизвестно. Он был первым зарегистрированным королём Суссекса со времени Эллы. По сообщению «Англосаксонской хроники», в 661 году король Мерсии Вульфхер захватил принадлежавший Уэссексу остров Уайт, передав его под управление Этельвалька, поскольку был его крёстным. В этот период король Суссекса находился в подчинении у короля Мерсии. В начале 680-х годов Этельвальк предоставил убежище изгнанному из Нортумбрии епископу Уилфриду, призвав его крестить южных саксов. Ему была предоставлена земля для монастыря около Селси, в результате чего он стал первым епископом Сассекса. Около 685 года в Суссекс вторгся уэссекский принц Кэдвалла, в сражении с ним Этельвальк был убит. |                           |                       |                                                          |
| Бертгун | Bercthun | убит в 686                | около 685—686         | нет данных                                               |
| Антгун | Aldhun | умер после 686            | около 685—686         | нет данных                                               |
| Антгун | Бертгун и Андгун — элдормены Сассекса во время правления короля Этельвалька. После его гибели около 685 года они смогли изгнать Кэдваллу Уэссекского, после чего стали управлять Суссексом совместно. Уильям Мальмсберийский полагает, что официально королём Сассекса в это время считался король Кента Эдрик. В 686 году Кэдвалла смог стать королём Уэссекса, после чего вторгся в Суссекс, убил Бертгуна, изгнал Андгуна и захватил королевство. |                           |                       |                                                          |
| После завоевания Кэдваллой в 686 году Суссекс на несколько лет оказался в составе Уэссекса. | |                           |                       |                                                          |
| Нотхельм (Нунна) | Nothhelm Nunna | 690-е — после 714         | умер после 714        | Nothelmus rex Suthsax Nunna rex Suthsax Nunna rex Sussax |
| Нотхельм (Нунна) | Король Суссекса в 692—714 годах. Нотхельм признавал верховную власть короля Уэссекса Ине, родственником которого он назван в одном из списков «Англосаксонской хроники». Вероятно, именно Ине назначил Нотхельма королём Суссекса не позже 692 года. О его правлении мало что известно. В 710 году он вместе с Ине участвовал в нападении на Корнуолл. Возможно, что в это время Суссекс был разделён на 2 части, тогда Нотхельм мог управлять его западной частью — землями вокруг Селси и Чичестера. Сохранилось несколько его хартий, последняя датирована, по разным оценкам, 714, 717 или 721 годами. Когда власть Ине пришла в упадок в 722—725 годах, в Суссексе укрепился уэссекский принц Эальберт, противостоя королю Уэссекса. Неизвестно, был ли в это время ещё жив Нотхельм, а если был, то поддерживал ли он претендента на уэссеский трон или был им изгнан. |                           |                       |                                                          |
| Ватт\|\|Watt of Sussex | Wattus | 690-е — после 700         | Wattus rex            |                                                          |
| Ватт\|\|Watt of Sussex | Ватт засвидетельствовал ряд хартий короля Нотхельма в 692—700 годах. По предположению историков, он мог быть или его соправителем, или правителем восточной части Суссекса. По свидетельствам IX века, область вокруг Гастингса, в которой поселился народ «Хестингас» (Hæstingas), существовала как феодальное образование, отличное от остальной части Суссекса, и была заселена выходцами из Кента. Высказывалось предположение, что Ватт мог быть правителем Хестингаса, однако никаких доказательств этой гипотезы не существует. |                           |                       |                                                          |
| Этельстан | Æthelstan | первая половина VIII века | 720-е                 | Athelstan rex                                            |
| Этельстан | Этельстан засвидетельствовал хартию короля Нотхельма, датируемую, по разным оценкам, 714, 717 или 721 годами. По предположению историков, он мог быть или его соправителем, или правителем восточной части Суссекса, наследовав Ватту. Его правление совпало со вторжением короля Уэссекса Ине в Суссекс, после чего последовала длящаяся 3 года война. Неизвестно, на чьей стороне выступал при этом Этельстан. После смерти Ине в 726 году Суссекс, вероятно, обрёл независимость, однако его правители не имели большой силы и находились в тени королей Мерсии. |                           |                       |                                                          |
| Этельберт | Æthelbert | середина VIII века        | около 733 — около 747 | Ethelbertus rex Sussaxonum Ethilberchto rege             |
| Этельберт | Король Суссекса. Известен только по нескольким хартиям. Даты правления Этельберта неизвестны, достоверно установлено только то, что он был современником Сигефрида, епископа Селси, рукоположённого в 733 году и умершего между 747 и 765 годами. |                           |                       |                                                          |
| Осмунд (король Суссекса) | Osmund | конец 750-х — около 772   | ? — 772               | Osmundus rex Osmund dux                                  |
| Осмунд (король Суссекса) | Король Суссекса примерно с конца 750-х или, хотя исследователи не исключают, что он стал королём раньше. Его родство с более ранними королями не установлено. В 765 году в Суссексе было 3 или 4 короля, одним из которых был Осмунд, однако невозможно определить их взаимоотношения. Согласно его хартиям, датированных между 765 и 770/772 годами, он управлял областью, включавшей Ферринг, Хенфилд и Пепперинг около Амберли. В начале 770-х годов Суссекс был завоёван королём Мерсии Оффой, который в 772 году контролировал уже всё королевство. Вероятно, он «понизил» титул всех королей: в его хартии, датированной 772 годом, они именуются «герцогами» (dux). В ней имя Осмунда стоит на втором месте после Освальда. |                           |                       |                                                          |
| Эльфвальд | Ælfwald (Ælhuald) | умер после 772            | 760-е — 772           | Ælhuuald rex Ælbuuald dux                                |
| Эльфвальд | Король Суссекса с 760-х годов. В 760-е годы засвидетельствовал грамоту короля Эльдвульфа. После завоевания Суссекса Мерсией стал «герцогом»; в этом качестве Эльфвальд засвидетельствовал хартию короля Оффы в 772 году. В ней его имя стоит на третьем месте после Освальда и Осмунда. |                           |                       |                                                          |
| Ослак | Oslac [Osiai] | умер после 772            | 760-е — 772           | Osiac rex Oslac dux                                      |
| Ослак | Король Суссекса с 760-х годов. В 760-е годы засвидетельствовал грамоту короля Эльдвульфа. После завоевания Суссекса Мерсией стал «герцогом»; в этом качестве Эльфвальд засвидетельствовал хартию короля Оффы в 772 году. В ней его имя стоит на последнем месте после Освальда, Осмунда и Эльфвальда. Возможно, что вместе он с Освальдом управлял Восточным Суссексом. |                           |                       |                                                          |
| Освальд | Oswald | умер после 772            | 770-е                 | Osuualdus dux Suðsax                                     |
| Освальд | «Герцог» Суссекса в 772 году. О положении Освальда до 772 года ничего неизвестно, однако в хартии короля Оффы его имя стоит на первом месте, на основании чего Р. Келли делает вывод, что он был самым старшим из всех правителей Суссекса. Возможно, что вместе он с Ослаком управлял Восточным Суссексом. |                           |                       |                                                          |
| Эльдвульф | Ealdwulf | умер после 772            | 760-е                 | Alduulf rex Aldwlfus dux Suthsaxonum Aldwlf dux          |
| Эльдвульф | Король Суссекса в 760-е годы. Сохранилась одна его хартия, датированная 760-ми годами, которую засвидетельствовали короли Эльфвальд и Ослак. |                           |                       |                                                          |

В 792 году Суссекс был включён в состав Мерсии, а в 825 году — в состав Уэссекса.